# Enridescalsia speciosa
Enridescalsia speciosa är en svampart som beskrevs av R.F. Castañeda & Guarro 1998. Enridescalsia speciosa ingår i släktet Enridescalsia, divisionen sporsäcksvampar och riket svampar. Inga underarter finns listade i Catalogue of Life.